# Temetkezés
A temetkezés a szó tulajdonképpeni értelmében a halott földi maradványai egészben vagy részben való eltakarításának az a módja, amely e maradványok sírba rejtésével jár. A szó közhasználatú tágabb jelentésében azonban a holttest szertartásos eltakarításának bárminő módját temetkezésnek szoktuk nevezni. A temetkezés különféle módjai vallástörténelmi és néprajzi tekintetből egyaránt jellemzők, és annak a felfogásnak az alapján alakultak különfélékké, amely az illető népnél az elhunytak túlvilági állapotáról uralkodik. Tisztán gyakorlati és elsősorban a túlélők egészségügyi gondoskodásában gyökerező s ezekhez szabott temetkezési módok ugyanis csak a legfejlettebb társadalomélet jelenségei, és még ennek keretében is a megcsontosodott hagyományok merev ellenállásába ütköznek, vagy legalább azokkal bizonyos megalkuvásra kénytelenek. 

## Temetkezési szolgáltatások
A temetkezési szolgáltatások közé tartoznak:
1. a temetésfelvétel,
2. az elhunyt előkészítése a temetésre
3. a temetéshez szükséges kellékekkel való ellátás,
4. a ravatalozás,
5. a búcsúztatás,
6. a sírhelynyitás és visszahantolás,
7. a halottszállítás,
8. a hamvasztás és urnakiadás,
9. a hamvak szórása,
10. az exhumálás,
11. az újratemetés.[1]

## A temetkezés története

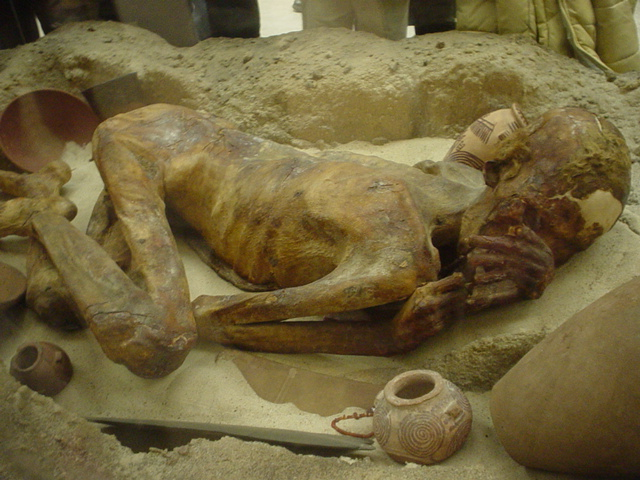
Természetes körülmények között mumifikálódott holttest a British Museumban

A temetkezésnek kétségkívül egyik legrégibb, s minden időben a legelterjedtebb módja az elföldelés, amely azonban nagyon különböző lehet aszerint, hogy mélyebb vagy sekélyebb sírba, pusztán a földbe vagy sírboltba, vagy kisebb-nagyobb hant alá temetik a holtat. Ahol, mint pl. legjellemzőbben az ókori egyiptomiaknál, a halál utáni létről olyan felfogás uralkodik, amely szerint a testtől különvált lélek fennmaradása a halott földi részének fennmaradásától függ: ott természetesen a fő gond e tetemek épen tartására irányul. Innen a bebalzsamozás, mumifikálás és nagyszerű sziklasírokba, gúlákba temetés, amiknek az a céljuk, hogy a holttestet a lehető leghosszabb ideig megóvják az elbomlástól. Ellenben ott, ahol a halott iránti kegyelet törvényével a romlandó részek természetes, vagy akár mesterséges úton siettetett elpusztulása nem áll összeütközésben, a temetkezés oly módjaival is beérik, amelyek bizonyos hagyományos szertartások szemmeltartása mellett ugyan, de végső céljukban mégis oda irányulnak, hogy a holttestnek, ha valami nyoma marad is, az lehetőleg ártalmatlan legyen az élőkre nézve. Eredetileg természetesen a temetkezés ilyen módjainál is az volt azonban a lelkiismeretbeli kötelesség fő része, hogy az elholtnak lelke is meglelje e mellett az élők érdekében is fölötte kívánatos nyugalmát. Alapjában véve ugyanis a temetkezés minden és bárminő módjának is az erről való gondoskodás az irányító szempontja. 
Másik, szintén igen elterjedt s néhol az elföldeléssel együtt is járatos módja a temetkezésnek a halotthamvasztás, melynek régibb, etnikus alakja a holttestnek máglyán való elégetése.
A holttest elhamvasztása után hátramaradt részek eltakarítása újabb gond tárgya volt, s ebben a gondban nyilvánult meg ott is, ahol a hullaégetés az elföldelést teljesen vagy legalább részben kiszorította, az az ősi felfogás, amely szerint az elköltözöttnek lelke bizonyos értelemben még mindig összefügg létét és sorsát illetőleg földi maradványaival. E hamvak helyének tehát bizonyos emlékkel való megjelölése, maguknak a hamvaknak akár az élők lakásában, akár azon kívül való megőrzése szintén a temetkezés valláserkölcsi alapon fejlődött szertartásai keretébe tartozik. Ugyanide valók a temetkezést megelőző gyakorlatok is, aminők közül pl. a legsajátosabbak egyike az egyiptomi halottbiróság.
A holttest földben való elporlasztásán és tűzben való elhamvasztásán kívül, annak egészben vagy részben való megsemmitsítése (ahol ez nem éppen kifejezett cél gyanánt, de legalábbis előrelátható és nem kerülendő lehetőségképpen jól megfér a lélek fennmaradásáról uralkodó képzetekkel) néhol úgy is történik, hogy a holttestet a levegőn szárítják ki, de megvédik a ragadozók támadásaitól; másutt ellenben szándékosan éppen ezeknek teszik ki prédául. Legfejlettebb intézmény alakjában a temetkezés e módját az indiai parsziknál látni, akiknek ún. hallgatástornyai nagyszabású kör alakú építmények, amelyek számos szabadon kitett holttest befogadására alkalmasak és arra valók, hogy az ilyen temetőhelyek környékén szüntelen kóválygó keselyűk és egyéb ragadozó madarak az ott elhelyezett hullákat egész a csontokig elpusztítsák. 
A temetkezés e módjához elég közel áll, bár még primitívebb és a mi érzésünkkel még ellenkezőbb, a kannibál szokások keretébe tartozó azon eljárás, hogy a halottat a hozzátartozói, vagy győztes ellenfelei maguk falják fel legalább részben. Ilyenkor elemésztésre főképp a testnek különösen a lélekképzet szempontjából nevezetesebb részei (szív, máj, agyvelő, szemek stb.) szolgálnak. Régibb és újabb népeknél is elég elterjedt módja a temetkezésnek a víz alá merítés, vagy vízre bocsátás is, amelynek kivált hajós és tengerész népeknél látni többé-kevésbé jellemző példáit. (Ilyen a vikingtemetés, amelynél a halottat a felgyújtott hajón bocsátották tengerre.) A halottnak másvilági útjára való felszerelése is nagyban függ azon képzetekről, amelyek a halál utáni létről valamely népnél uralkodnak. Rendesen arra irányul e tekintetben minden igyekezet, hogy a halott a földi élethez többé-kevésbé hasonlónak képzelt túlvilágban a jóllétéhez és boldogságához szükséges dolgoknak ne legyen híjával. (Innen pl. az, hogy a gyermekek sírjában játékszereket, a vitézekében fegyvereiket, a nőkében kézimunkájukhoz kellő eszközöket stb. találni.) E gondoskodás néha nagyobb arányokat ölt, kivált harcias népeknél, s jeles hősök, törzsfőnökök, fejedelmek temetése alkalmával, amelyeknél harci mének, sőt hadifoglyok kisebb-nagyobb számának (néha egész hekatombáknak) feláldozása volt egyes primitív népeknél szokásban. (E részben jellemző példák a Homérosz-korabeli görögök temetkezési szokásai az Iliasz leirásai szerint.) E halotti vagy temetési áldozatok csekélyebb arányú maradványai még később, sőt a jelen korban is, és még műveltebb népeknél is bizonyos szerényebb mértékre szorultan az ún. halotti torok, melyek az elköltözött lelkének engesztelésére való áldozati lakomák, áldomások rudimentumai.